# Rückenwind (Schülerzeitung)
Rückenwind (eigene Schreibweise: rückenWind) war die Schülerzeitung des Adalbert-Stifter-Gymnasiums in Passau. Sie wurde von 2000 bis 2010 jährlich im März herausgegeben und hatte eine Auflage von 700 Ausgaben.

## Geschichte
Die Schülerzeitung wurde im Jahr 2000 von der Lehrerin Christine Putschky und der Schülerin Vroni Luther gegründet. Zunächst hatte die Schülerzeitung 20 Seiten. Ende 2002 wurde die Schülerzeitung auf Hochglanzpapier mit vierfarbigem Umschlag weiterentwickelt. Mit dieser Ausgabe erreichte sie eine Platzierung unter den besten Zehn beim SPIEGEL-Schülerzeitungswettbewerb 2003.
2004 wurde die Schülerzeitung Gesamtsieger des SPIEGEL-Schülerzeitungswettbewerbs sowie Sieger des Schülerzeitungswettbewerbs des Bundespräsidenten und dem Deutschen Schülerzeitungspreis. 2005 erreichte die Schülerzeitung mit den zweiten Platz beim SPIEGEL-Schülerzeitungswettbewerb.
2006 erreichte die Schülerzeitung den zweiten Platz beim "Blattmacher-Wettbewerb" der Süddeutschen Zeitung und den dritten Platz des SPIEGEL-Schülerzeitungswettbewerb. 2007 gewann Rückenwind den ersten Preis des Schülerzeitungswettbewerbs der Länder und beim SPIEGEL-Schülerzeitungswettbewerb.
2010 erschien die bislang letzte Ausgabe der Schülerzeitung.

## Auszeichnungen
- 2004: Sieger im SPIEGEL-Schülerzeitungswettbewerb[2]
- 2004: Sieger im Deutschen Schülerzeitungspreis
- 2007: Sieger im SPIEGEL-Schülerzeitungswettbewerb[1]
- 2007: Sieger im Schülerzeitungswettbewerb der Länder
- 2009: Sieger im Medienpreis der AOK Bayern[3]